# The Chimp
The Chimp is een Amerikaanse stomme film uit 1931 van Laurel en Hardy. De film wordt geregisseerd door James Parrot, geproduceerd door Hal Roach en gedistribueerd door Metro-Goldwyn-Mayer.

## Verhaal
Stan en Ollie werken in het circus, maar door hun optreden ligt al snel het circus plat. De spullen worden verdeeld en Stan krijgt een vlooiencircus, waar hij best blij mee is. Ollie heeft het wat minder makkelijk: hij kreeg Ethel, de chimpansee.
Na lang zoeken vinden ze een pension, maar de huisbaas wil de aap niet in zijn huis. Ze smeden een listig plannetje om de aap het huis in te krijgen. Tijdens de uitvoering van het plan worden ze ook nog eens tegengewerkt door MGM, de circusleeuw.
Wanneer het is gelukt doet Ethel lastig: wanneer hun naaste buurman wat muziek opzet, begint Ethel te dansen. De huisbaas zijn vrouw heet ook Ethel en wanneer Oliver de aap zegt te stoppen met dansen, denkt de huisbaas dat zijn vrouw in de kamer is met Stan en Ollie. De huisbaas confronteert de twee met een pistool. Aan het einde krijgt Ethel het pistool van de huisbaas te pakken en begint te schieten, waardoor iedereen de kamer uitrent.

## Rolverdeling
- Stan Laurel: Stanley
- Oliver Hardy: Oliver
- Tiny Sandford: Destructo, de sterke man
- Billy Gilbert: huisbaas
- Charles Gemora: Ethel, de chimpansee
- James Finlayson: ringmeester
- Dorothy Granger: Ethel, de vrouw van de baas

## Trivia
- Ethel is geen chimpansee, maar een gorilla.
- MGM is vernoemd naar de leeuw in het logo van MGM.
- De tweede helft van de film is een bewerking van hun laatste stomme film, Angora Love, die zelf een herwerking is van een korte film het jaar ervoor: Laughing Gravy.